# Grevillea microstyla
Grevillea microstyla är en tvåhjärtbladig växtart som beskrevs av M.D. Barrett & R.O. Makinson. Grevillea microstyla ingår i släktet Grevillea och familjen Proteaceae. Inga underarter finns listade i Catalogue of Life.